# BA-524
A BA-524 é uma rodovia estadual da Bahia, ligando a cidade de Candeias à cidade de Camaçari, através da BA-535, na rótula COPEC, dando acesso ao Porto de Aratu em Candeias.